# Vloeiveld

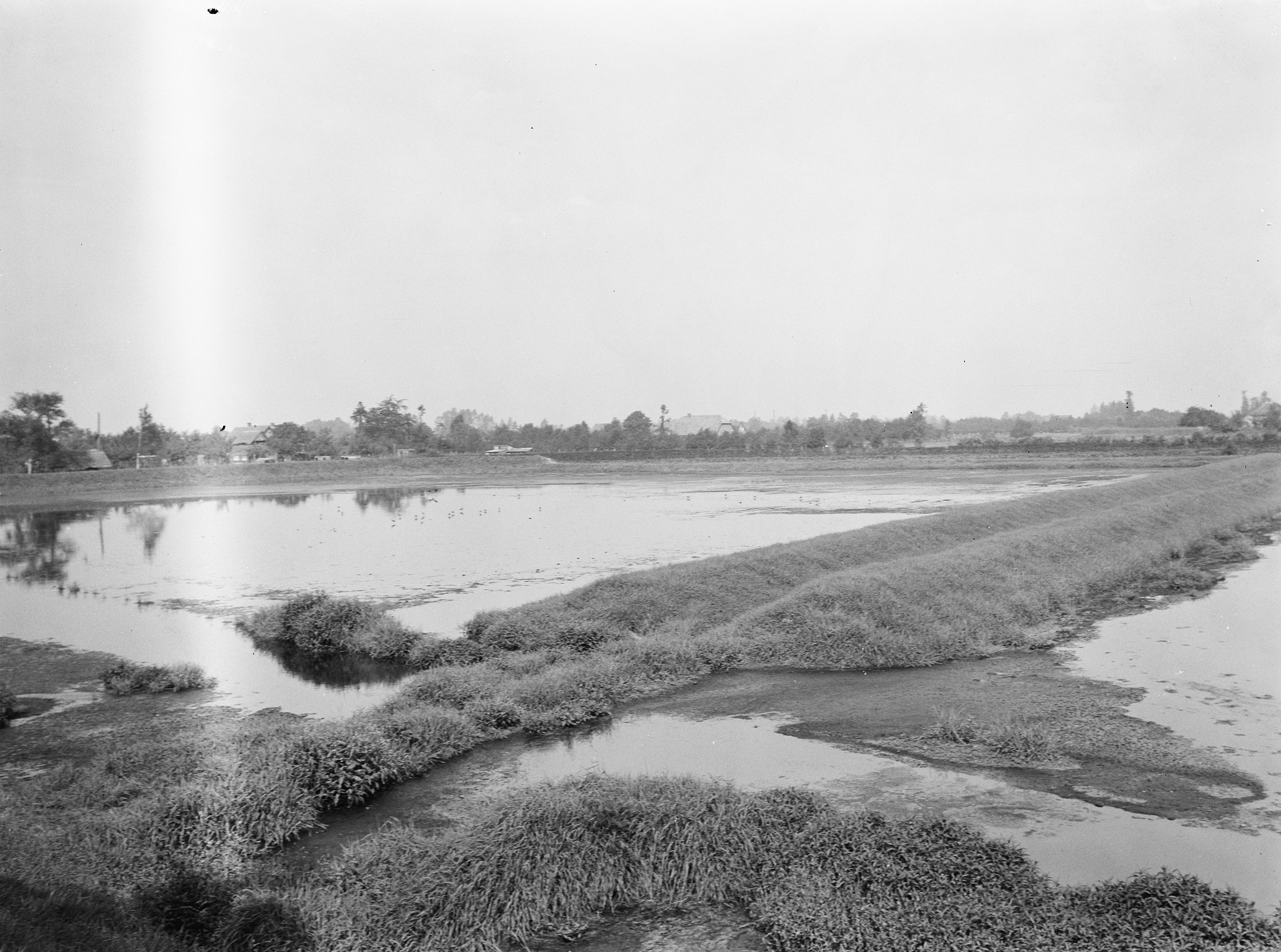
vloeivelden voor rioolwater bij de Nederlandse plaats Ede in de 20e eeuw

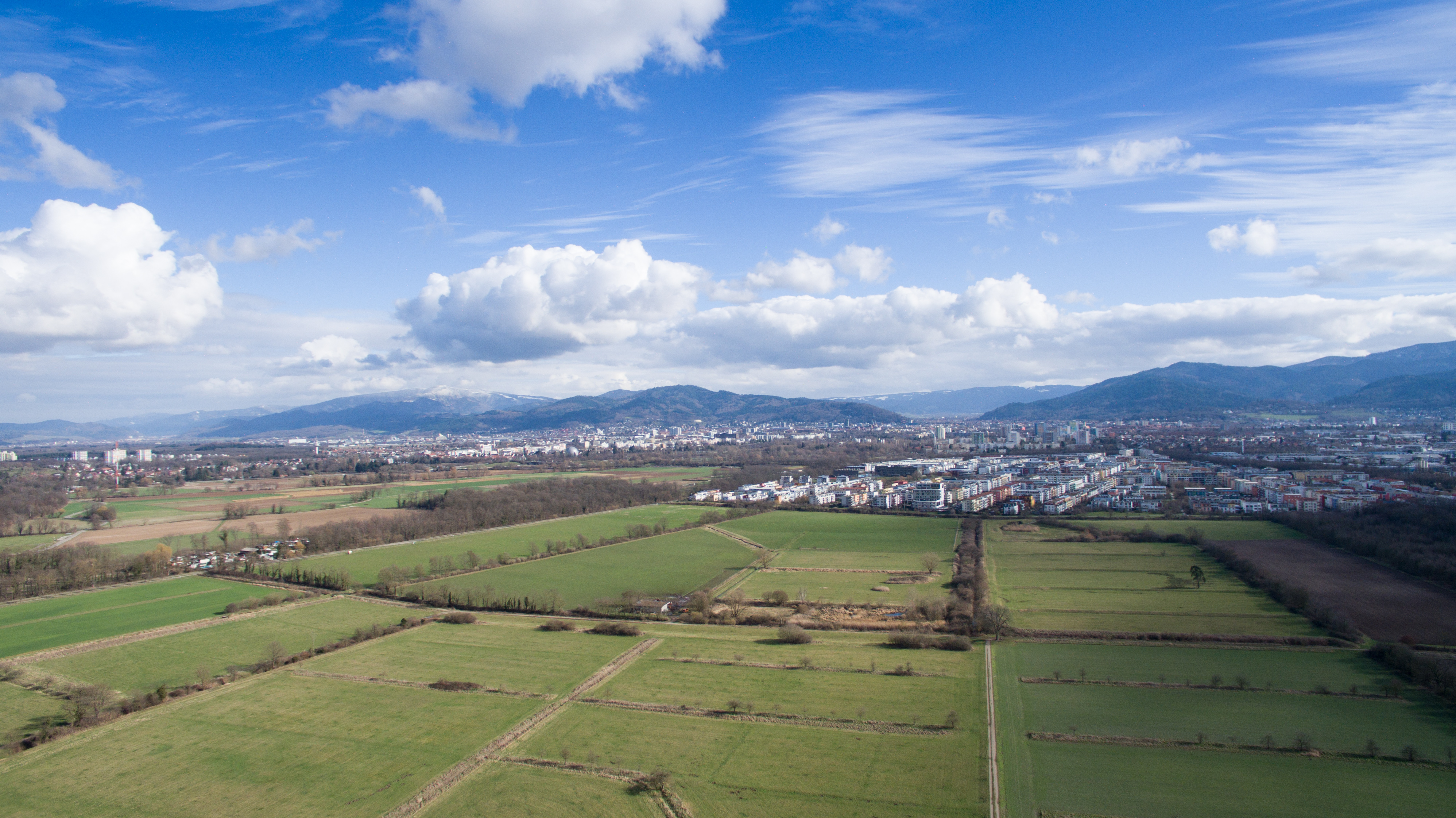
Luchtfoto Freiburger Rieselfeld met op de achtergrond de woonwijk Rieselfeld

Een vloeiveld is een groot waterbassin om het in riool- of proceswater opgeloste sediment te laten bezinken. Vloeivelden werden vaak aangelegd ten behoeve van aardappelzetmeel-, strokarton- of suikerfabrieken. Nadat afvalwaterzuiveringsinstallaties verplicht werden zijn de verlaten vloeivelden vaak overgenomen door de natuur.

## Duitsland
In Duitsland bevonden zich nabij steden met fabrieken vanaf circa 1880 vaak zulke vloeivelden, daar 'Rieselfelder' genaamd. Het idee daarvoor kwam onder andere van Justus Liebig. Slib uit afvalwater kon er bezinken en vervolgens door in de grond aanwezige bacteriën biologisch gezuiverd worden. Water dat een Rieselfeld verliet voldeed aan de in de 19e eeuw geldende normen voor drinkwater. Het resterende slib kon, mits bruikbaar, voor de bemesting van landbouwgronden worden toegepast. Vloeivelden bij de stad Dortmund, die liggen aan de Lippe te Waltrop, leverden slib voor de intensieve bemesting verlangende groenteteelt. De vloeivelden bij de stad Münster functioneerden tot ca. 1970 en stonden vaak permanent onder water. Het gebied ten noorden van de stad besloeg ruim 4 km2 en werd later een vogelreservaat. Kleinere vloeivelden bij Bielefeld en Freiburg im Breisgau werden tot soortgelijke reservaten bestemd. In Freiburg is op een deel van het oude vloeiveld de woonwijk 'Rieselfeld' verrezen. De Rieselfelder van Braunschweig vervullen nog steeds een functie in de waterzuivering, het in een gewone rioolwaterzuiveringsinstallatie voorgereinigde water wordt er ter nazuivering ingelaten. Het water wordt vervolgens deels ter bevloeiing van groenteteeltpercelen benut. Van de Rieselfelder bij Berlijn is bekend dat ze door afvalwater dat zware metalen bevatte, sterk zijn vervuild.

## Engeland
In het Verenigd Koninkrijk zorgde de industrie al vroeg in de 19e eeuw voor zware lucht- en watervervuiling. Daarvan waren indirect cholera- en tyfusepidemieën het gevolg. Berucht was de 'Great Stink', stankoverlast door het smerige water van de Theems te Londen. Niet-overdekte vloeivelden kwamen er weinig voor. Het principe vindt sedert circa 2000 wel toepassing in zogenaamde 'sewage farms'. Dat zijn openluchtbekkens met voorgezuiverd rioolwater die middels bacteriële reiniging uiteindelijk vruchtbaar bemestingsmateriaal voor akkerbouw of groenteteelt opleveren.

## Nederland
In Nederland zijn onder andere vloeivelden bij Tilburg en in het gebied Diependal in Drenthe